# Хатштедтермарш
Хатштедтермарш (нем. Hattstedtermarsch) — община в Германии, в земле Шлезвиг-Гольштейн.
Входит в состав района Северная Фризия. Подчиняется управлению Нордзе-Трене. Население составляет 333 человека (на 31 декабря 2010 года). Занимает площадь 22,86 км².
Официальным языком в населённом пункте, помимо немецкого, является севернофризский.